# Institut Vavilov
L'Institut Vavilov (du nom du généticien Nikolaï Vavilov), nommé en 2015 Institut panrusse des ressources génétiques végétales, auparavant en russe  Всеросси́йский институ́т растениево́дства им. Н. И. Вави́лова ou Institut panrusse des productions végétales N. I. Vavilov, en abrégé VIR (ВИР), est un centre de recherche agronomique russe fondé en 1894. Au début du XXIe siècle, il constitue une banque de graines riche de centaines de milliers de variétés végétales dont certaines sont uniques au monde.

## Localisation
Le siège de l'Institut Vavilov est situé en Russie, au cœur du centre historique de Saint-Pétersbourg. Dans le Nord du district de l'Amirauté, il occupe deux bâtiments de la place Saint-Isaac. L'institut possède douze stations, dont un terrain de 500 ha situé à Pavlovsk, à trente kilomètres de Saint-Pétersbourg.

## Histoire

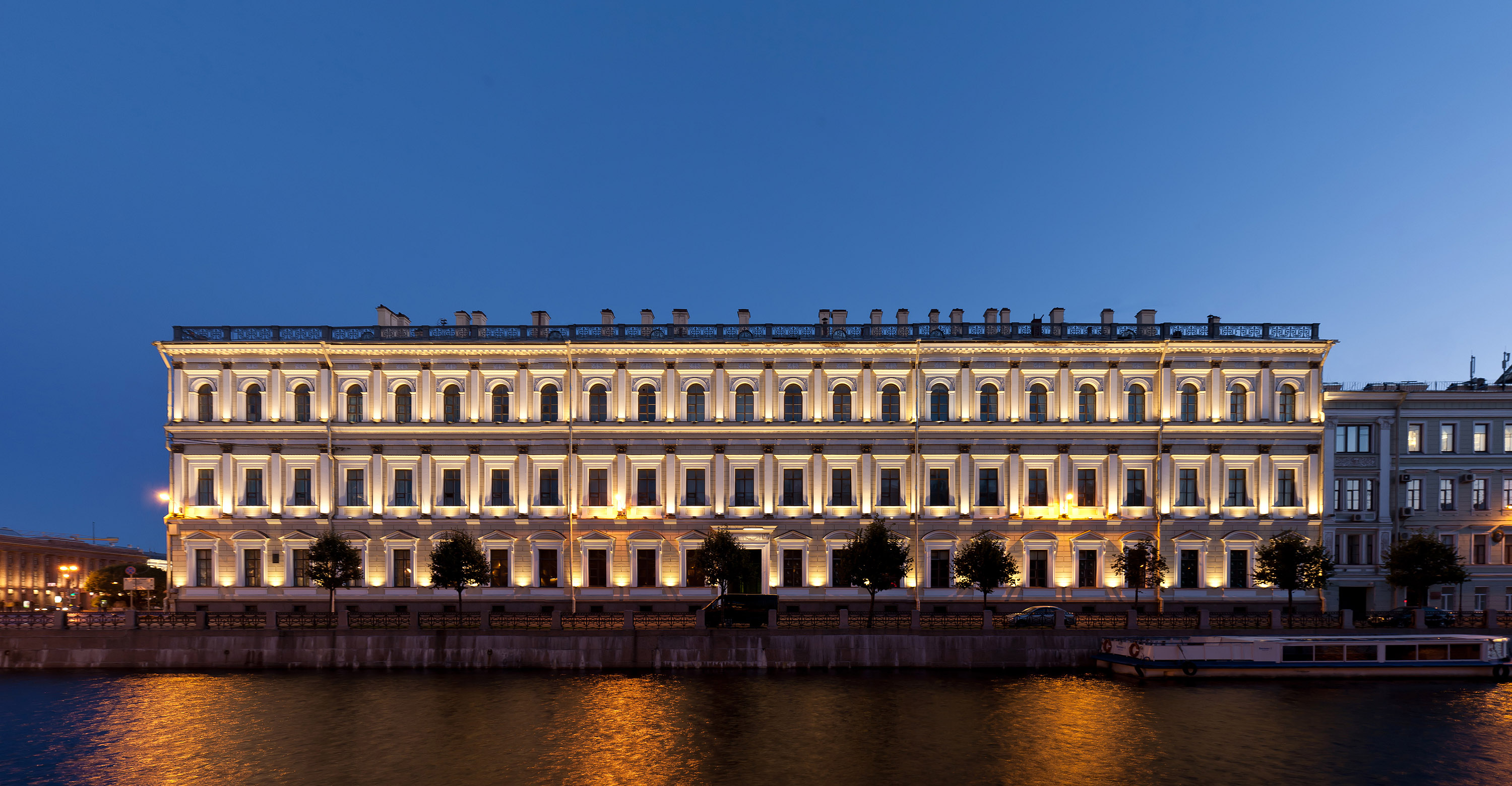
Bâtiment abritant la bibliothèque nationale agricole et des bureaux de l'Institut Vavilov, dont l’entrée principale au 4, place Saint-Isaac, vu depuis la rivière Moïka.

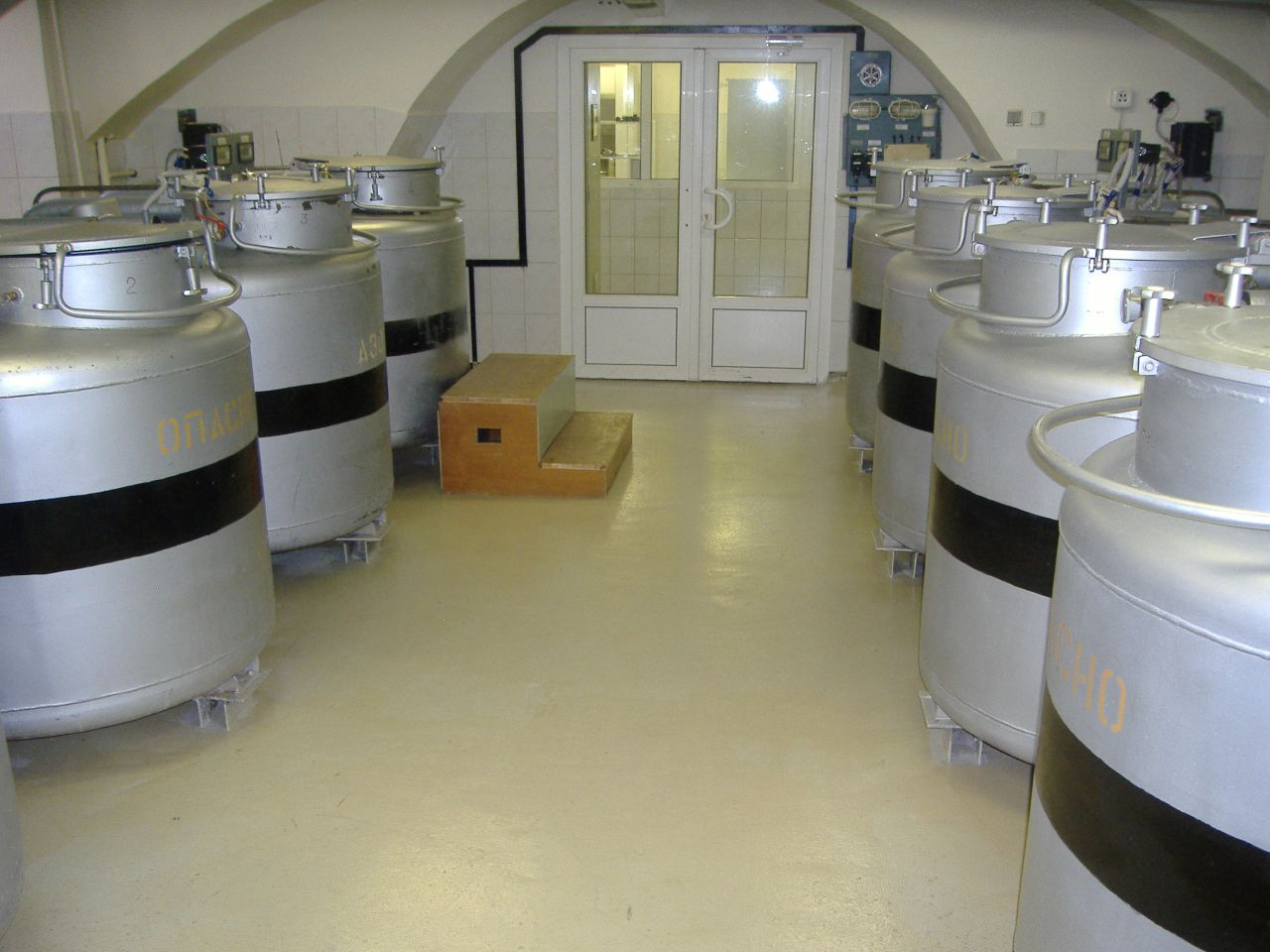
Réservoirs cryogéniques de l'institut Vavilov en 2009.

En 1894, à Saint-Pétersbourg, le ministère russe de l'Agriculture et des Domaines fait établir une annexe de l'Académie des sciences agricoles de Russie : l'Institut de botanique appliquée, destinée à l'étude des plantes cultivées en Russie,,. À partir de 1908, les botanistes de l'organisme gouvernemental commencent à collecter des plantes et des graines dans tout le pays. Au début des années 1910, Nikolaï Vavilov intègre l'institut pour une formation à la botanique appliquée. En 1914, l'herbier de l'institut comprend plus de 10 000 variétés végétales rapportées de plusieurs provinces russes. En mars 1921, Vavilov, devenu généticien et promu directeur de l'institution scientifique en 1920, s'installe à Pétrograd. L'année suivante, l'institut est absorbé par l'Institut d'État d'Agriculture expérimentale (IEAE), nouvellement fondé. Vavilov est nommé à la tête de celui-ci un an plus tard,. En 1924, l'IEAE possède une collection de plantes comprenant près de 50 000 variétés. Deux ans plus tard, il est rebaptisé Institut fédéral de botanique appliquée  et des nouvelles cultures, puis, en 1930, Institut national des plantes industrielles (INPI). Dès le début des années 1930, la montée du Lyssenkisme prive de financements le centre de recherche de Vavilov. À partir de 1932, des employés de celui-ci sont arrêtés ; les années suivantes des scientifiques en démissionnent,. La situation se dégrade durant les dernières années 1930 ; en 1937, notamment, Vavilov rompt toute relation avec Trofim Lyssenko. En 1940, accusé de sabotage et d'espionnage contre le régime, le directeur de l'INPI est arrêté par la police d'État ; il était sous surveillance depuis 1931 à la suite de dénonciations,. Des arrestations et des démissions forcées de membres de l'institut succèdent à l'emprisonnement de Vavilov.
Lors du siège de Léningrad par l'Armée allemande (septembre 1941 - janvier 1944), les collections — 250 000 semences en 1940 — sont épargnées. Le personnel de la banque de graines de l'INPI fait sortir clandestinement de la ville des specimens précieux, protège les autres des pillages, du froid, et des rats qui pullulent, et préfère souffrir de la famine que manger les réserves de diverses céréales dont il a la garde,. Neuf des douze botanistes restés en poste à Léningrad meurent de faim tandis que d'autres membres du personnel de l'institut périssent dans les combats contre l'assiégeant allemand,. Durant le siège de la ville russe, une partie du stock de graines perdue est reconstituée grâce à la récolte de plantes dans des champs voisins ensemencés au printemps. En janvier 1943, Vavilov décède à la prison de Saratov.
En 1967, douze ans après la réhabilitation officielle de Vavilov, l'INPI est rebaptisé du nom du généticien russe qui a consacré sa vie au développement d'une banque de graines, en collectant des végétaux au cours de dizaines d'expéditions dans divers pays des continents américain, africain et européen. 
Dans les années 2010, il a reçu des crédits importants pour contribuer à réduire la dépendance alimentaire de la Russie, compte tenu des sanctions imposées par l’Union européenne à la suite de la crise de Crimée.

## Contenu des collections

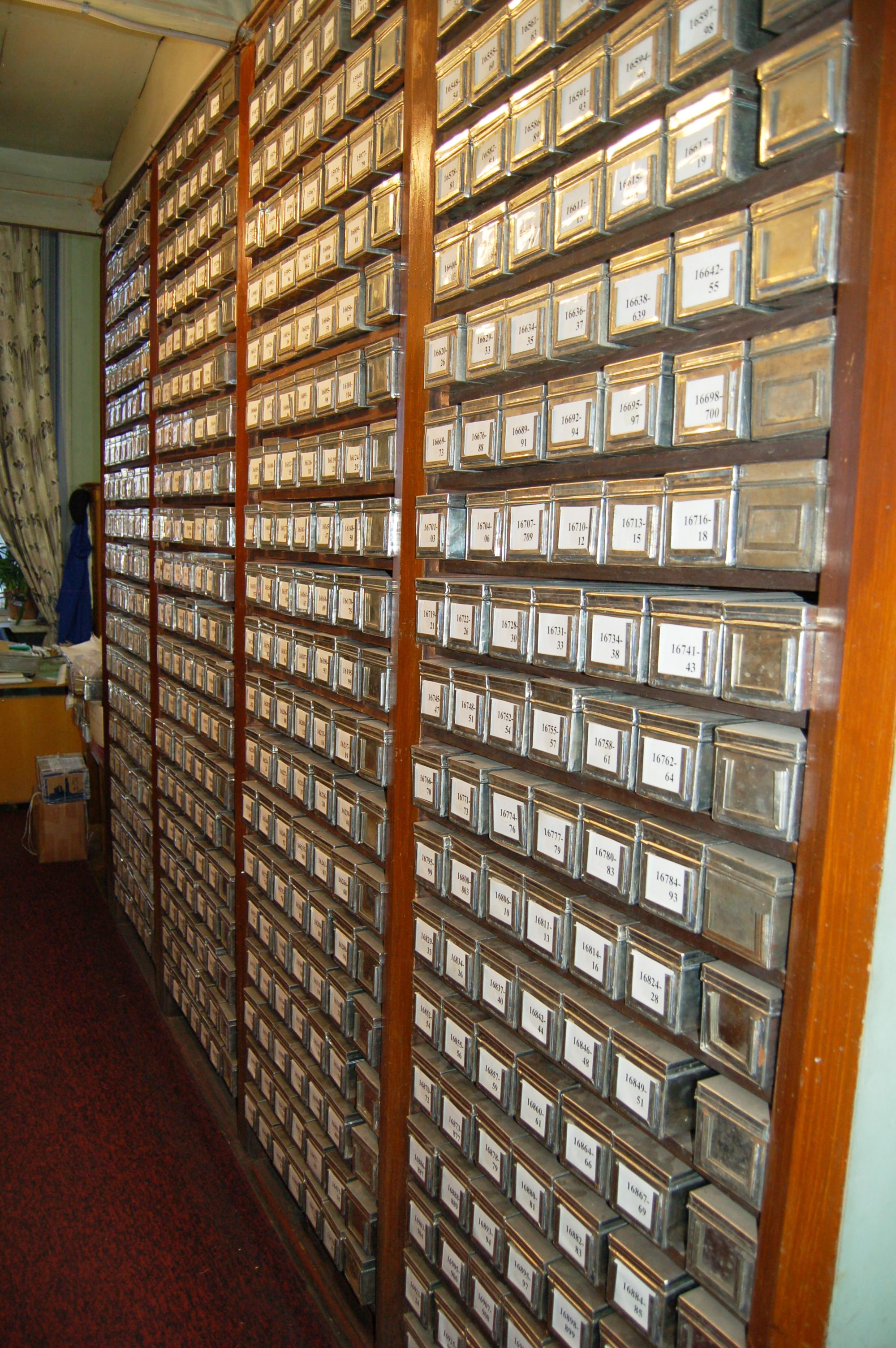
Tiroirs de stockage des graines d'Avena.

En 1994, l'Institut Vavilov possède un ensemble de collections rassemblant 334 000 spécimens de plantes représentant 86 familles —  2 102 espèces appartenant à 425 genres. Au début du XXIe siècle, il abrite les graines et semences d'environ 345 000 variétés végétales, dont 80 % sont uniques au monde. Il est considéré en 2018 comme la plus ancienne banque de graines du monde et la quatrième banque de graines du monde.
L'institut possède environ un millier de variétés de fraisiers, une centaine de groseilliers à maquereau, de framboisiers et de cerisiers[réf. nécessaire].

## Stations
L'institut possède douze stations organisées de façon indépendante : à Astrakhan, à Derbent dans le Daghestan, près de Vladivostok, à vingt-cinq kilomètres de Mitchourinsk près d'Ekaterinbourg, près de Krymsk, dans le Kouban, à Maïkop, à Moscou, à Pavlovsk, à Krasnoslobodsk près de Vologda ainsi que la station polaire et la station de sélection de Zeïsk. 

### Menaces sur la station de Pavlovsk

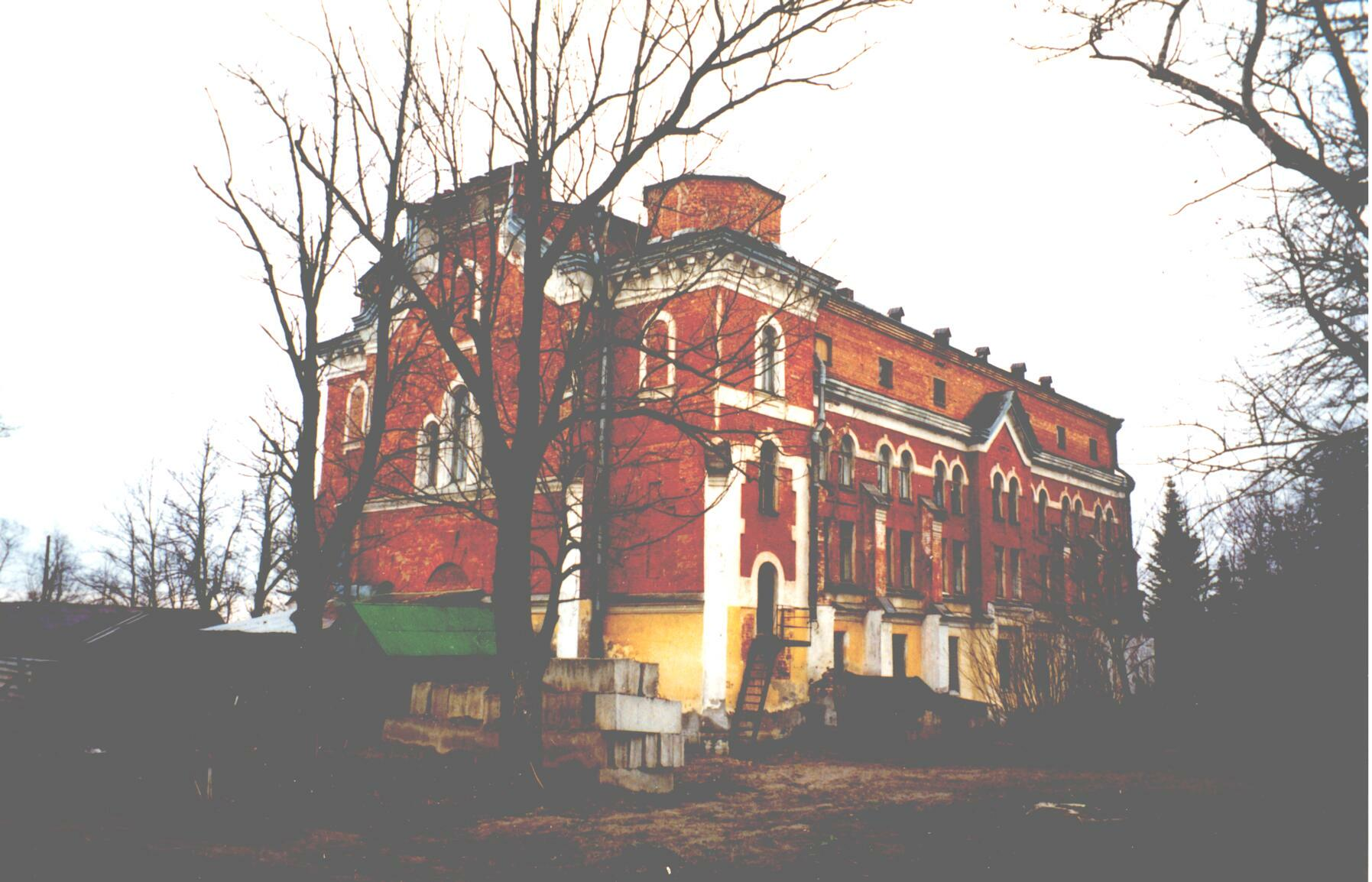
La station de Pavlosk, une ancienne église luthérienne, en 1997.

Une station de l'institut est menacée en 2010 par des projets d'opérations immobilières, ils concernent ses terrains à Pavlovsk, localité devenue une banlieue résidentielle de Saint-Pétersbourg. L’affaire est remontée jusqu’au président Dimitri Medvedev, qui a confirmé en 2012 la propriété de la station expérimentale de Pavlovsk à l’Institut Vavilov.